# Priwołżskij (obwód wołgogradzki)
Priwołżskij (ros. Приволжский) – osiedle w Rosji, w obwodzie wołgogradzkim, w rejonie swietłojarskim. W 2021 liczyło 808 mieszkańców.